# الحصن (أبين)

تعديل مصدري - تعديل

الحصن هي أحد مدن محافظة أبين اليمنية. بلغ تعداد سكانها 7952 نسمة حسب التعداد السكاني في اليمن لعام 2004.